# 野崎史高
野崎 史高（のざき ふみたか、1983年9月1日 - ）は、埼玉県比企郡小川町出身のオートバイ・トライアルライダー。
2018〜2020年のゼッケンは2番となった。
得意な会場はスポーツランドSUGOだ！
一方で苦手な会場はキョウセイドライバーランド。
ゼッケンプレートには仮面ライダーのデザインが魅力。
2024年もゼッケン4番をつけて走る

## 略歴
- 1983年9月1日生まれ

父の影響を受け、幼少よりトライアルに親しむ。
- 1992年、1993年 -自転車トライアルの世界選手権10歳以下クラスで2年連続チャンピオンに輝く。

自転車トライアルで世界に日本人パワーを見せつけたブラック団（モーターサイクルに転向）以後、
日本人世界チャンピオンは誕生しないだろうという予想を覆し、2年連続で世界チャンピオンを獲得する。
1993年の自転車トライアル世界選手権遠征中に黒山一郎率いるブラック団にスカウトされる。
- 1994年 - オートバイに転向。

全日本史上最年少記録を次々と塗り替え、国際B級（12歳2ヶ月）、国際A級クラス（13歳1ヶ月）に昇格。
（2006年終了現在も破られていない）
- 1998年 - 国際A級クラスシリーズチャンピオン獲得。（7戦6勝）

シーズン途中でブラック団解散となり、以後Team FUMITAKAを結成して競技活動する。
- 2001年 - それまでのベータ（イタリア）からヤマハ発動機（株）とライダー契約。

フランス・スコルパ社と共同開発した新型マシンに乗り替える。(YAMAHA TYS'01)
この年の世界選手権日本大会において初入賞を果たし、世界ランカーの仲間入りを果たす。
- 2002年 - スコルパ社とワークスライダー契約（ヤマハ発動機支援）を結び、フランスに拠点を移し世界選手権に本格参戦開始。

世界挑戦初年度にして、トライアルカテゴリーでは日本人初となる世界チャンピオン（ジュニアカップ：20歳以下）を獲得。
その後、怪我や満足な体制を整えられないままの世界挑戦が続いたが、着実にランキングを上げる。
- 2004年 - 世界選手権参戦のスケジュールをぬって参戦した全日本選手権最終戦で、チャンピオン黒山選手を破り初優勝を遂げる。

- 2005年 - 前年に引き続き参戦した全日本選手権最終戦でチャンピオン黒山選手のシーズン全勝を阻止する。

- 2006年 - 活躍の場を日本に定め、再びヤマハ発動機（株）とライダー契約。

全日本選手権国際A級スーパークラスのチャンピオン獲得に挑む。

## 戦歴

### 自転車トライアル
- 1992年 - 自転車トライアル世界選手権 プッシンクラス（10歳以下）チャンピオン（4戦2勝）

自転車トライアル全日本選手権 プッシンクラスチャンピオン（4勝）
- 1993年 - 自転車トライアル世界選手権 プッシンクラス（10歳以下）チャンピオン（4戦3勝）

自転車トライアル全日本選手権 プッシンクラスチャンピオン（5勝）

### トライアル
- 1995年 - トライアルデビュー

トライアルグランドチャンピオン大会にて4位入賞
国際B級に史上最年少で昇格を果たす（12歳2ヶ月）
- 1996年 - 全日本トライアル選手権国際B級ランキング5位

国際A級に史上最年少で昇格を果たす（13歳1ヶ月）
- 1998年 - 全日本トライアル選手権 国際A級チャンピオン（7戦6勝）
- 1999年 - 全日本トライアル選手権 国際A級スーパークラスランキング6位
- 2000年 - 全日本トライアル選手権 国際A級スーパークラスランキング6位
- 2001年 - トライアル世界選手権 ランキング21位（日本大会のみ出場）

全日本トライアル選手権 国際A級スーパークラスランキング6位
- 2002年 - トライアル世界選手権 ランキング16位

トライアル世界選手権 ジュニアカップ（20歳以下）チャンピオン（16戦8勝）
　　　日本人として初めてトライアルカテゴリーの世界タイトル獲得
全日本トライアル選手権 国際A級スーパークラス9位（4戦出場）
トライアル・デ・ナシオン3位
- 2003年 - トライアル世界選手権 ランキング16位

全日本トライアル選手権 国際A級スーパークラス9位（3戦出場）
トライアル・デ・ナシオン3位
インドアトライアル・オブ・ザ・ネーションズ3位
- 2004年- トライアル世界選手権 ランキング12位

全日本トライアル選手権国際A級スーパークラス10位（2戦出場1勝）
インドアトライアル・オブ・ザ・ネーションズ3位
- 2005年 - トライアル世界選手権 ランキング12位

全日本トライアル選手権 国際A級スーパークラス8位（3戦出場1勝）
トライアル・デ・ナシオン3位
ワールドゲームズ・インドアトライアル3位
- 2006年 - トライアル世界選手権 ランキング23位（日本大会のみ出場）

全日本トライアル選手権 国際A級スーパークラス4位
トライアル・デ・ナシオン3位
インドアトライアル・オブ・ザ・ネーションズ3位
※トライアル・デ・ナシオン、インドアトライアル・オブ・ザ・ネーションズ、ワールドゲームズ順位は日本代表チーム

## マシン
- 1994年～1995年 - BETA50 → BETA Techno
- 1996年～1999年 - BETA Techno
- 2000年 - BETA REV-3
- 2001年 - YAMAHA TYS'01
- 2002年～2005年 - SCORPA SY250Racing
- 2006年 - YAMAHA TYS'06 → YAMAHA TYS250F
- 2007年〜2014年 - YAMAHA TYS250F
- 2015年 - YAMAHA TYS300R
- 2016年 - SCORPA Twenty300
- 2017年 - SHERCO 300ST

## ビデオ
- 野崎史高・ダニエル道場　〜トライアルの最先端テクニックを解説＆実践